# Gustaf Sotberg
Gustaf Sotberg, född 1697 i Älvsborg, död 10 december 1756 i Vadstena församling, Östergötlands län, var en svensk rådman och riksdagsledamot.

## Biografi
Gustaf Sotberg föddes 1697 i Älvsborg. Han var son till löjtnanten vid Riksänkedrottningens livregemente till fot Erik Sotberg och Malin Berg. Sotberg arbetade som handlande i Vadstena och blev rådman i nämnda stad 1728. Sotberg avled 1756 i Vadstena församling.
Sotberg var riksdagsledamot av riksdagen 1742–1743.

### Familj
Sotberg gifte sig första gången 1720 med Christina Göthe (1701–1730). Hon var dotter till handlanden Jonas Göthe och Ingrid Friese. De fick tillsammans sonen och språkforskaren Erik af Sotberg (1724–1781).
Sotberg gifte sig andra gången 1731 med Brita Forsberg (1715–1756). Hon var dotter till bruksinspektorn Erik Forsberg och Christina Wallström vid Forsvik i Undenäs församling.